# Angina inestable
L'angina inestable (AI, sovint anomenada angor inestable) és un tipus d'angina cardíaca que és irregular. També es classifica com un tipus de síndrome coronària aguda (SCA).
Pot ser difícil distingir l'angina inestable de l'infart de miocardi sense elevació de l'ST (IAMSEST). Difereixen principalment si la isquèmia és prou severa com per causar danys suficients a les cèl·lules musculars del cor per alliberar quantitats detectables d'un marcador de lesió (normalment troponina T o troponina I). Es considera que l'angina inestable està present en pacients amb símptomes isquèmics que suggereixen una SCA i no s'eleven les troponines, amb o sense canvis d'ECG indicatius d'isquèmia (per exemple, depressió o elevació transitòria del segment ST o una inversió d'ona T). Com que no es pot detectar un augment de les troponines fins a 12 hores després de la presentació, l'AI i l'IAMSEST solen ser indistingibles en l'avaluació inicial.